# Tigidia majori
Tigidia majori is een spinnensoort uit de familie Barychelidae. De soort komt voor in Madagaskar.